# マーサ・レイン・コリンズ
マーサ・レイン・コリンズ（英: Martha Layne Collins、旧姓ホール、1936年12月7日 - ）は、アメリカ合衆国の実業家、政治家である。1983年から1987年まで第56代ケンタッキー州知事を務めた。知事になる前の4年間はジョン・Y・ブラウン・ジュニア知事の下で第48代副知事を務めた。2014年時点でコリンズはケンタッキー州唯一の女性知事経験者である。知事に選ばれたことで、当時のアメリカ合衆国の民主党女性では最高位になった。1984年アメリカ合衆国大統領選挙ではウォルター・モンデール候補の副大統領候補になる可能性があったが、モンデールはやはり女性のジェラルディン・フェラーロを候補に選んだ。
コリンズはケンタッキー大学を卒業した後、夫が歯科の学位を取っている間に学校の教師をしていた。政治に興味を持つようになり、1971年のウェンデル・H・フォードの州知事選挙と、1972年のウォルター・"ディー"・ハドルストンのアメリカ合衆国上院議員選挙の両方で働いた。1975年、州民主党の秘書官に選ばれ、またケンタッキー州控訴裁判所の事務官に選ばれた。この事務官を続ける間に憲法の修正で州の司法体系が再構成され、控訴裁判所はケンタッキー州最高裁判所になった。コリンズは改名された最高裁の事務官を続け、裁判所の新しい役割について市民を教育した。
1979年、コリンズはジョン・Y・ブラウン・ジュニア知事の下で第48代副知事に選出された。ブラウンは州外に出ることが多く、その4年間の任期中に500日以上もコリンズに知事代行を務めさせた。1983年、コリンズは共和党のジム・バニングを破って女性として初のケンタッキー州知事になった。その政権では教育と経済開発という2つの大きな課題があった。1984年議会で教育予算を増加させられなかった後で、翌年の特別会期前に大衆認識推進運動を行った。修正プログラムがこの会期で成立した。1986年、経済的インセンティブを用いて、トヨタ自動車組み立て工場をジョージタウンに誘致することに成功した。そのインセンティブについて法的な異議申し立てがあり、それが成立すればその工場と関連する経済的恩恵がなくなることになるはずだったが、ケンタッキー州最高裁判所によって棄却された。州はコリンズの指導下で記録破りの経済成長を遂げた。
コリンズの在任中はケンタッキー州憲法の規定により、州知事は連続して再選を求められなかった。知事の4年間任期が終わると幾つかの大学で教壇に立った。1990年から1996年、スプリングフィールドに近いセントキャサリン・カレッジの学長を務めた。1993年、夫のビル・コリンズ博士が斡旋収賄で有罪となり、政界に戻りたいというコリンズの希望を損なうことになった。その有罪が確定する前は、アメリカ合衆国上院議員選挙に出馬するか、ビル・クリントン大統領の閣僚に就任するという噂もあった。2012年時点でジョージタウン・カレッジに住む研究者である。

## 初期の経歴
マーサ・レイン・コリンズ、旧姓ホールは1936年12月7日に、ケンタッキー州バグダッドで生まれた。父はエバレット・ホール、母はメアリー（旧姓テイラー）であり、その一人っ子だった。マーサが6年生のとき、一家はシェルビービルに移転し、ホール・テイラー葬儀場を開いた。マーサは学校でも土地のバプテスト教会でも多くの課外活動に関わった。両親は地元の政治で活動的であり、何人かの民主党候補者の選挙運動で働き、マーサもしばしばそれに協力して、封筒ののり付け、パンフレットの戸別配布を行った。
マーサはシェルビービル高校に入学し、良き生徒であり、チアリーダーにもなった。美人コンテストに出ることも多く、1954年にはシェルビー郡タバコ祭りクイーンに選ばれた。高校を卒業するとセントチャールズにある女子大学のリンデンウッド・カレッジに入学した。リンデンウッドで1年間を過ごした後、レキシントンのケンタッキー大学に転籍した。その学生時代に女子学生クラブのキー・オメガ、バプテスト学生連盟、家計経済クラブなど多くのクラブで活動し、寮長を務め、ハウスプレジデント委員会の副会長も務めた。
1957年、マーサはシェルビー郡のバプテスト・キャンプに参加しているときにビリー・ルイス・コリンズと出逢った。コリンズは、レキシントンから約13マイル (21 km)  離れたジョージタウンにあるジョージタウン・カレッジの学生だった。コリンズとマーサは学位取得を進めながらデートを重ねた。マーサは1959年に家政学で理学士を取得した。その年前半にケンタッキー・ダービー・フェスティバルのクイーンに選ばれ、短期間だがモデルになることも考えた。マーサとコリンズは卒業すると直ぐに結婚した。ビリー・コリンズがルイビル大学で歯科の学位を取得する間、マーサはルイビル市にあるセネカ高校とフェアデール高校で教師をした。ルイビルに居る間にスティーブとマーラという2人の子供が生まれた。
1966年、コリンズ家はバーセイルズに移転し、そこでマーサはウッドフォード郡ジュニア高校で教えた。夫婦は青年会議所や民主党若いカップルクラブなど幾つかの市民組織で活動するようになった。このクラブを通じて1967年にはヘンリー・ウォードの州知事選挙を手伝ったが、ウォードは落選した。

## 初期の政歴

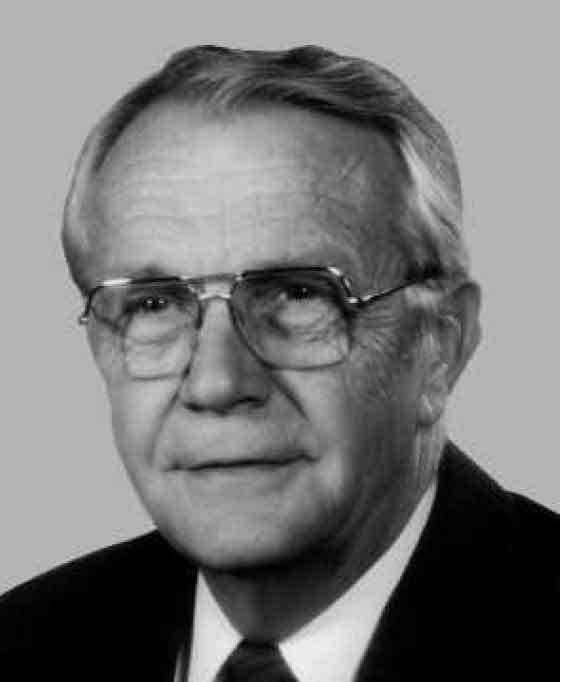
ウェンデル・H・フォード、コリンズは1971年の州知事選挙でフォードのために働いた

1971年までにコリンズは青年会議所婦人部の会長となっており、民主党州上院議員ウォルター・"ディー"・ハドルストンの目に留まったのもこの組織を通じてだった。ハドルストンはコリンズに、ウェンデル・H・フォードの知事選挙では第６選挙区の共同議長を務めるよう求めた。当時州民主党の議長だったJ・R・ミラーが「彼女はあの地区を貴方が信じられないくらいに組織化した。」と言っていた。フォードが当選した後、フォードは民主党全国委員会ケンタッキー州の女性にコリンズを指名した。コリンズは教職を辞めて州民主党本部で常勤職員となり州民主党の秘書官と1972年民主党全国大会の代議員を務めた。翌年、ハドルストンがアメリカ合衆国上院議員選挙に出馬したときはその応援をした。
1975年、コリンズは5人が出馬したケンタッキー州控訴裁判所事務官予備選挙で民主党公認を勝ち取った。本選挙では共和党のジョセフ・E・ランバートを382,528 票対 233,442 票で破った。その任期にある間、ケンタッキー州憲法の中の控訴裁判所を最高裁判所と改名する修正が通った。コリンズは控訴裁判所事務官となった最後の者となり、最高裁判所事務官となった最初の者となった。事務官として最高裁判所の新しい役割について小冊子を編集して配布し、州教育省と共に公立学校で使う教師用マニュアルを作り、憲法修正の結果として司法体系に与えられた変更を詳細に記述した。事業と専門的婦人のウッドフォード郡の支部は1976年に業績を挙げた婦人にコリンズを選び、1977年にはジュリアン・キャロル知事が友好部隊のケンタッキー州執行役員にコリンズを指名した。
6人が立候補した1979年民主党副知事予備選挙では、コリンズが総投票数の23%を確保して公認指名を確保した。本選挙でも共和党のハル・ロジャーズに対して 543,176 票対 316,798 票で勝利した。コリンズは副知事として州内を回り、儀式が嫌いで出席しないことの多かったジョン・Y・ブラウン・ジュニア知事に変わって儀式に出席した。その任期が終わるまでに州内全120郡を訪問したと宣言していた。ブラウン知事は州外に出ることも多く、4年任期のうちで500日以上をコリンズに知事代行させた。
コリンズは副知事として州上院を主宰する責任があった。二大政党の議員はその役割において議会手続きに関するコリンズの公平さと知識を賞賛した。上院で賛否同数になったときの決定投票を2回行使しており、1回は州の教師が集団交渉を行うことができるようにする法案、もう1つは州内の郡を跨がる銀行支店を認める法案だった。どちらの場合もコリンズは反対票を投じ、法案を葬った。州知事の間に全国副知事会議の議長を務めたことで最初の女性になった。1982年、ルイビルの南部バプテスト神学校の理事に指名された。

## 1983年知事選挙
コリンズは副知事の任期が終わり近くなると、1983年の州知事選挙に出馬する意向を表明した。民主党予備選挙での対抗馬は、ルイビル市長のハーベイ・スローンと、元州人的資源省長官だったグラディ・スタンボだった。コリンズは民主党指導者の多くから支持を得たが、予備選挙の直前に、ブラウン知事はスタンボの肩を持ち、スローンもコリンズも党の互恵関係を行使するために知事の指名権限を使うことになると告発した。これは当時は普通の習慣だったが、ブラウンはその任期中にそれをはっきりと回避するようにしていた。予備選挙でコリンズは223,692 票を確保し、スローンの219,160 票、スタンボの199,795票を押さえて指名を得た。スローンは票の数え直しを要求したが結局結果が変わらないこととなり、敗北を認めた。

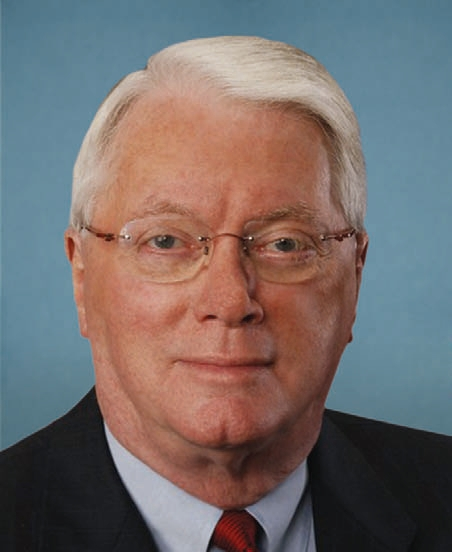
ジム・バニング、1983年州知事選挙でコリンズの対抗馬

本選挙で、コリンズは共和党州上院議員で後にアメリカ野球殿堂入りした元投手のジム・バニングと対戦した。女性のための全米機構、全米女性の選挙資金、女性の政治集会は全てコリンズの支持を拒否し、コリンズが平等権修正条項をいい加減に支持していること、強姦、近親相姦、あるいは母体が危険な場合を除いて人工中絶に反対していることを引き合いに出した。バニングは選挙遊説で特に好感が持たれたわけでもなく、伝統的に民主党が優勢な州で、自分に有利な問題を見つけるのが難しかった。バニングがカトリック教徒であることも政治的には難しかった。投票の結果は561,674 票対 454,650 票でコリンズが勝利し、ケンタッキー州知事に初めて選ばれた女性となり、2014年まで唯一の女性となっている。
コリンズは当選後、その選挙資金金庫から242,000ドルを州民主党に寄付した。コリンズの夫が年収59,900ドルの民主党州財務官に指名されたとき、州内の新聞がこの人事はコリンズの選挙資金を個人口座に組み入れる策略だと告発した。それ以前の民主党州財務官はその任期中も無給だった。このマスコミの批判に続いて、コリンズ博士は財務官の職を辞した。これに関わった者の全てがコリンズ知事は夫の指名の詳細を説明されていなかったと主張した。彼女の閣僚に指名した者の多くが経験の足りない人物であり、その選挙で重要な役割を果たして来た者だったので、マスコミのコリンズ批判が続くことになった。新任の保険コミッショナー、ギルバート・マカーティはブルークロス・ブルーシールドから要請された17%の増加を承認した。その要請はマカーティの前任者が数日前に否定したことだった。コリンズは直ぐにこの承認を撤回し、公聴会に掛けることとした。

## 州知事
コリンズは州議会に対する最初の演説で、新たに3億2,400万ドルを要求し、その大半を教育に充てることとした。収入源としては年収15,000ドル以上の個人への所得税増税、消費税を自動車修理やクリーニングなどサービス業へ拡大、法人免許税の増税など増税法案を提案した。1984年の2年分会期で、議会の中でコリンズの提案に対する反対が広がった後、その増税法案を修正した。法人免許税の増税は維持したが、所得税と消費税の増税は一律5%の所得税とし、法人が州税に対して請求できる減価償却控除分を段階的に無くすというものだった。ケンタッキー州は1980年代初期の経済不況から立ち直る過程にあり、また選挙年が近づいていたので、議会は増税を拒否し、コリンズはその要請を取り下げて、継続予算を通した。コリンズが提案した教育に関する提案は通過した。例えば、幼稚園の義務化、小学生のための補修教育、教員の強制試験とインターン制度、成績が伸びない学校の学術的管理の実行などだった。1984年会期でその他に成立したものとしては、飲酒運転禁止法や州内の銀行が他の州内の銀行を買収することを認める法などだった。

### 副大統領の可能性

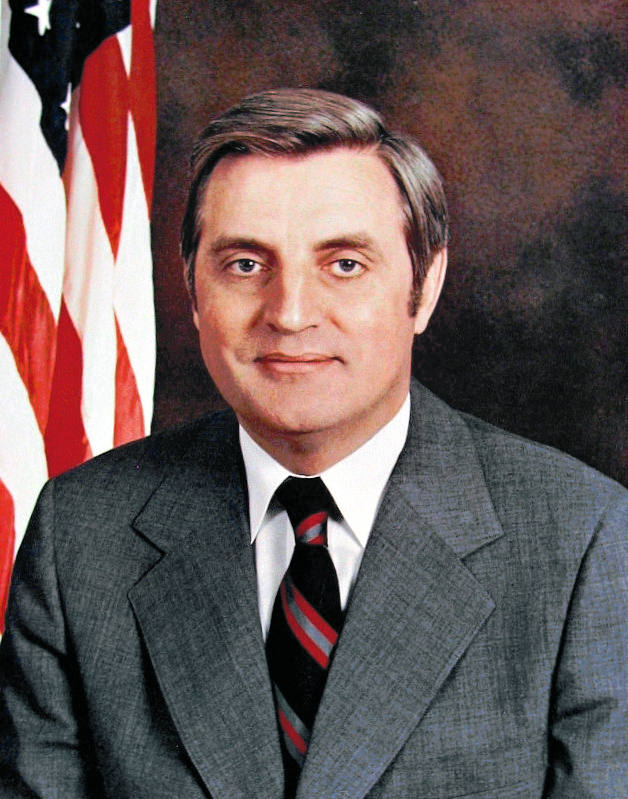
ウォルター・モンデール、1984年のアメリカ合衆国大統領選挙でコリンズを副大統領候補として検討した

コリンズはケンタッキー州知事に選出されたことで、アメリカ合衆国の民主党女性では最高位になった。当時アメリカ合衆国上院議員だった女性2人は共和党員であり、全米各州の知事ではコリンズが唯一の女性だった。コリンズが当選した直後に「グッドモーニング・アメリカ」に掲載され、副大統領になることに興味があるかを問われ、曖昧な回答をしていた。知事に就任してから4日後、ロナルド・レーガン大統領の週刊ラジオ演説に対して民主党から反論する人物に選ばれた。その演説の後の記者会見で、次の大統領選挙で、副大統領候補になるつもりがあるかを再度尋ねられ、「いいえ、今は考えられない」と答えた。
1984年半ば、民主党全国委員会がコリンズをサンフランシスコで開催される1984年民主党全国大会の議長に選んだ。この任務のために州の代議員団を統率する役割をもてなかった。その役割はコリンズの息子スティーブに与えられた。大会前に大統領の有力候補だったウォルター・モンデールが副大統領候補の1人としてコリンズをインタビューしたが、結局ジェラルディン・フェラーロを候補に選んだ。「ザ・マイアミ・ヘラルド」の記者が後に、モンデールの助言者のインタビューを元に、コリンズはモンデールが真剣に検討した相手ではなく、他の女性や少数民族出身者を検討するときに、「みせかけ平等主義」という告発があった場合にそれを鈍らせることが主目的で検討したリストに入っていたと明らかにした。

### 教育の提案
1985年1月、コリンズは再度教育資金の追加を提案し、また自ら州の教育と人間性長官を指名することで変化させた。コリンズと重要な議員数人は声明を出した後で、郡毎に一連の集会を開催し、提案する変更について提案し、州民がどのような変化を望んでいるか情報を求めた。その集会で自分の提案する教育計画と可能性ある増税との問題を分けるようにした。なぜなら税の問題が以前に一連の法案の成立を妨げたと考えたからだった。
コリンズは1985年6月に新しい教育改革提案を発表した。これには、教員給与の全体で5%増加、学級当たり生徒数の減少、校舎など建設計画の資金付け、州内幼稚園の先生全てへの援助、貧乏な教育学区をより裕福な学区の資金に等しくなるようにする「パワー平等化」プログラムなどがあった。議員から好意的な反応を受けた後、その計画を審議するために7月8日に特別会期を招集した。議会は2週間の審議を行い、コリンズの教育計画を承認し、その資金のために法人免許税を3倍の1,000ドル当たり2.10ドルにまでした。その他の費用を賄うために提案されたガソリン税1ガロン当たり5セントの増税は否決された。
コリンズは1985年特別会期での成功に続いて、1986年会期にもさらに高い教育資金の手当を推進した。議会は2年間予算で高等教育に対する１億ドルの追加予算を承認して答えた。また就学前パイロットプログラムの実施と新しい読み方教科書の購入も承認したが、州の職業訓練体系を改善するために要求した390万ドルの追加予算は否決した。コリンズが提案した州の教育監督官を選挙で選ぶのではなく、指命職にするという憲法修正について、住民投票に掛けることも承認した。住民投票は1986年11月に行われ、コリンズがその成立に向けて運動したにも拘らず否決された。しかし、法人免許税の増税分は増加した教育予算を賄えなかった。1987年、州所得税を変更して増収を図る計画は、コリンズの跡を継ぐことになる民主党知事候補のウォレス・ウィルキンソンがそれに対する反対を表明した時に、廃案とされた。

### トヨタ組立工場
1985年3月、コリンズは日本に対して数回行った貿易使節団派遣の1回目を行った。同年10月にも再訪し、さらに中国も訪れた。これはケンタッキー州知事として初めてのことであり、ケンタッキー州のために中国市場を開放することを奨励し、中国の江西省と姉妹州の関係を構築した。コリンズの日本に対する働きかけで、トヨタ自動車が8億ドルを投資してジョージタウンに組立工場を建設することを決断させるという、知事として最も意義ある業績を挙げた。公開された報告書に拠れば、ケンタッキー州という立地はインディアナ州、ミズーリ州、テネシー州、カンザス州と比較して選択されたということである。
トヨタとの合意はコリンズと商務長官のキャロル・ナイスリーがトヨタに約束した1億2,500万ドルのインセンティブを議会が承認することが必要だった。これにはトヨタに与えられる土地1,600エーカー (6.5 km2) の購入と改良費用3,500万ドル、従業員の初期訓練費3,300万ドル、従業員の能力開発センター建設のために1,000万ドル、工場用地近くでの高規格道路改良費用に4,700万米ドルが含まれていた。このインセンティブは一括して1986年に議会に拠って承認された。州検事総長のデイビッド・L・アームストロングは、これが州財務官から一私企業への贈呈となることで州憲法に触れるのではないかと懸念を表明したが、議会は「憲法に沿った政治な行動を」したと判断された。
アームストロングの懸念があったので、コリンズ内閣は総合顧問のJ・パトリック・アベルを雇って、インセンティブ全体の合憲性について友好的試問を行わせるよう手配した。この手続きが中断されている間に、「レキシントン・ヘラルド・リーダー」が、内閣はその費用見積もりにおいて資金を手当てするために使われる債券の利子を含めていなかったと報告した。これに加えて「レキシントン・ヘラルド・リーダー」が報告した費用超過が、1986年9月下旬までに全体費用を約3億5,400万ドルまで押し上げていた。10月、トヨタは建設用地準備のために超過した費用を負担することに合意した。
トヨタに対する経済誘致の反対者も州の試問に加わった。1986年10月、フランクリン郡巡回裁判所判事レイ・コーンズが、包括インセンティブは州憲法に違背していないという第一審判決を出したが、原告被告ともに最高裁判所に最終審判決を出してもらうことを求めた。1987年6月11日、ケンタッキー州最高裁判所は4対3の票決で、包括インセンティブは公衆の目的に適うものであり、それ故に合憲であるという裁定を下した。反対意見の多くは、トヨタが州全体に組立工場を配置したときに下火になった。コリンズ政権の末期近くには州商務省が、トヨタの発表以来25の自動車関連製造業の工場が17の郡に建設されたと報告した。
1987年、コリンズはフォード・モーターに、ルイビルのトラック組立工場を拡張するならば、インセンティブとして1,000万ドルを出す用意があると約束した。国内外の企業を誘致したコリンズの経済開発計画の下に、ケンタッキー州は記録破りの経済成長を果たした。州内の失業率は1983年10月の9.7%から1987年10月の7.2%まで下がった。内閣自身の数字では、コリンズ政権のときに州内で雇用機会を73,000人分純増させた。

### コリンズ政権中のその他の事項
1987年10月、コリンズは特別会期を招集し、労働者災害補償特別基金に対する州負担分と出金額の赤字解消を図った。特別基金は、労働者の職業上の疾病と、職業に関わる障害が単一企業の責に収まらない場合に、支払いを行うよう考案されたものだった。民主党州上院議員エド・オダニエルが提案した計画が、この会期で検討される法案の枠組みを与えると考えられた。オダニエルの計画では、特別基金の追加収入は労働者の30年分補償保険料評価額を上げることで得られることになっていた。石炭会社に対する評価額は他の企業に対するものよりも増加された。特別基金が支払う請求の大半は石炭労働者に多い呼吸系の病気である塵肺によるものだったからだった。このために石炭産業への依存度が強い郡選出の議員からは反対された。それでも9日間の交渉を行った後、オダニエルの当初提案と実質的に同じ法案が議会を通過し、コリンズが署名して法になった。
コリンズは、テネシー・トンビッグビー水路公社の議長を務め、この水路が1985年に開通したときもその職にあった。1985年5月10日、コリンズはケンタッキー大学同窓会傑出した卒業生殿堂に入れられた。また南部成長政策委員会、南部州エネルギー委員会の議長を務め、アパラチア地域委員会の共同議長も務めた。

## 州知事辞任後の活動
コリンズの任期は1987年12月8日に明け、当時のケンタッキー州憲法の規定に従い、連続した任期に州知事を務められなかった。1988年、ルイビル大学で「居住役員」の地位を受け入れ、大学の経営学科の学生に客員講演を行った。レキシントンでは国際貿易コンサルティング会社も興した。西ケンタッキー大学学長のカーン・アレクサンダーが1988年にバージニア工科大学の地位を受け入れるために学長を辞任したとき、コリンズはその後継者最終候補4人に入っていた。コリンズが学術分野で経験がないことに懸念を表明する教授会メンバーもいた。コリンズは新しい学長が発表される直前に、検討対象者から身を引いた。

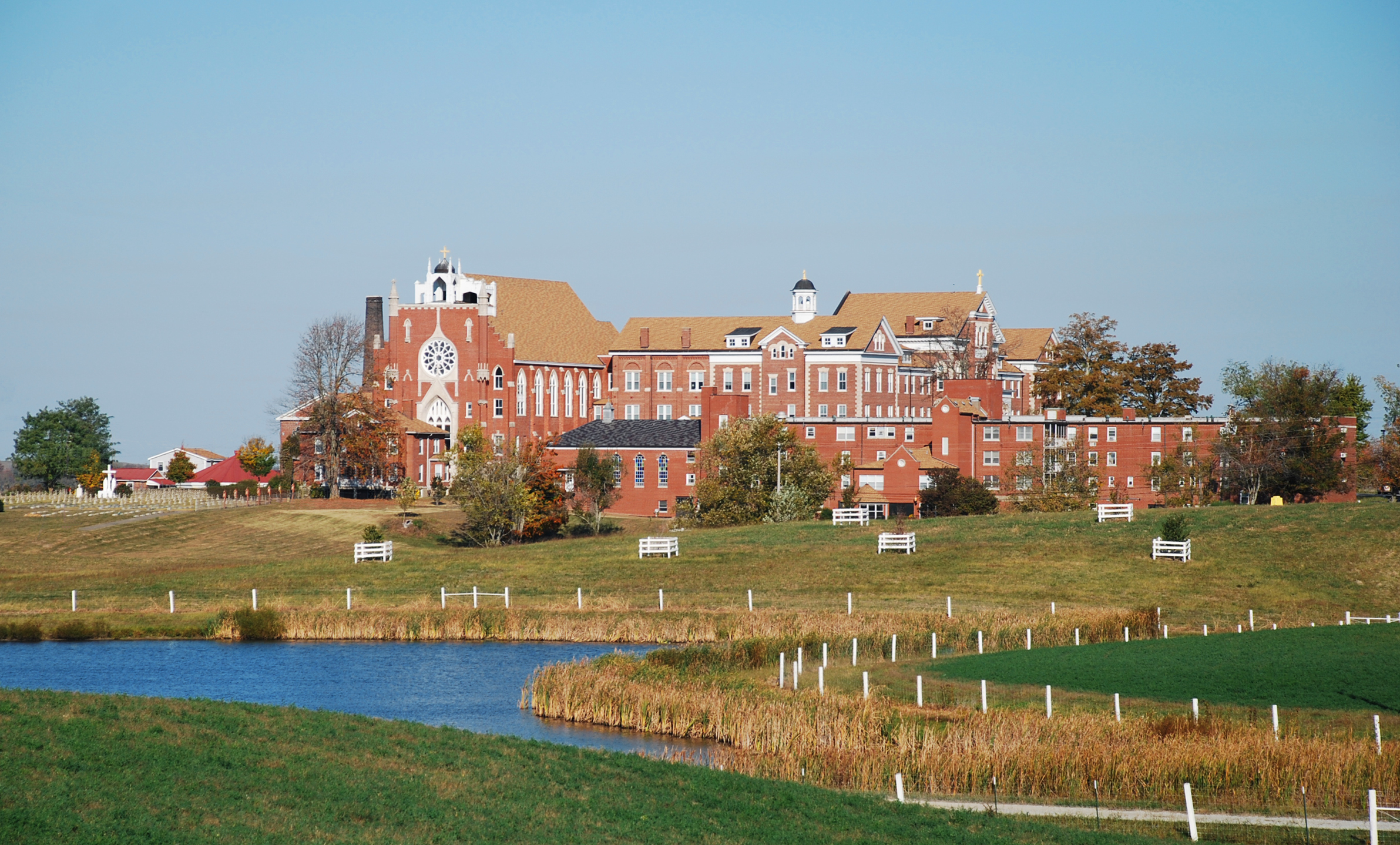
セントキャサリン・カレッジ、コリンズは1990年から1996年まで学長を務めた

コリンズはルイビル大学で1年間の契約を満たした後、ハーバード大学ジョン・F・ケネディ政治学大学院のフェローに指名され、1週間に1度、リーダーシップ・スタイルに関する選択科目の授業を行った。このハーバードの仕事と同時期に、1989年にはミッドウェイ・カレッジの理事に指名された。翌年南部バプテスト神学校の理事からは外された。その解任は1986年から1989年までコリンズが3年連続して理事会を欠席したために、自動的に行われたことだった。1990年コリンズはスプリングフィールドのセントキャサリン・カレッジ学長を引き受け、この小さなカトリック系カレッジでは、ドミニコ会修道女ではない初の女性学長となった。このカレッジの役員は、カレッジの評判を上げるためにコリンズが学長に雇われたと言っていた。
1993年、コリンズの夫ビルが斡旋収賄容疑で告発された。検察はコリンズが州知事である間に、ビルがその妻を通じて州の契約を与えることに影響を及ぼすことができるという概念を行使したというものだった。ビルは州と取引を行う者に200万ドル近い投資を自分に行うよう圧力をかけて、この概念を行使したとされた。ビルは７週間の審問を受けた後の1993年10月14日に有罪となり、連邦刑務所での5年3ヶ月の禁固を宣告されたが、連邦法量刑のガイドラインでは最短期間のものだった。また政治献金と見せかけてリベートを要求したことでも、謀略を問われ、20,000ドルの科料を払わされた。コリンズは裁判で証言のために召喚されたが、告訴はなかった。しかしこのスキャンダルはコリンズの評判を損ない、ビル・クリントン大統領から閣僚に指名されるチャンスを損なった可能性がある。コリンズはアメリカ合衆国上院議員選挙に出馬するという噂もあったが、夫が有罪になった後は現実のものにならなかった。1997年10月10日に夫のビルが刑務所から釈放された後は、コリンズ家が再度1つに纏まった。
1996年、コリンズはセントキャサリン・カレッジ学長を辞任し、ケンタッキー大学国際事業管理センターを指導するようになった。同年後半、1996年民主党全国大会の資格審査委員会を共同主宰した。ケンタッキー大学との契約が1998年に切れると、ジョージタウン・カレッジで非常勤「居住執行学者」の地位を受けたので、他のことを追求する時間ができた。1999年、ケンタッキー州の日本名誉総領事の指名を受けた。この職はケンタッキー州における日本の関心を高め、州内への日本の投資を促し、ケンタッキー州と日本の間で文化的理解を高めるものである。2001年、ポール・E・パットン知事がコリンズを、ケンタッキー州経済状態に関する女性のタスクフォースの共同主宰者に指名した。2005年1月、ケンタッキー州世界貿易センターの議長とCEOになった。その他イーストマン・コダックなど企業数社の取締役も務めている。

### 表彰と栄誉
ケンタッキー州の職業婦人の間で教育、指導、ネットワークづくりを促進するための非営利団体ウィミン・リーディング・ケンタッキーが、1999年にマーサ・レイン・コリンズ賞を創設し、「個人、地域社会、専門職の生活を通じて他の女性に感動を与え動機づけた功績のあるケンタッキー州の女性」を表彰することとした。コリンズはその第1回の受賞者になった。2003年、ケンタッキー州のブルーグラス・パークウウェイをコリンズの栄誉を称えてマーサ・レイン・コリンズ・ブルーグラス・パークウウェイと改名した。また世界貿易センター協会からケンタッキー州のためにその年の世界貿易日誌栄誉賞を受賞した。2009年、「日本とアメリカ合衆国の間の経済と文化交流を強化したこと」に対して日本の外務省から旭日重光章を贈られた。シェルビー郡のマーサ・レイン・コリンズ高校はコリンズにちなんで名付けられ、2010年に開校した。

## 関連図書
- Johnson, Gail (2012). Trailblazing Governors: Six Remarkable Women. North Charleston, South Carolina: CreateSpace. ISBN 978-1-4662-7769-4
- Madsen, Susan R. (2009). Developing leadership: learning from the experiences of women governors. Lanham, Maryland: University Press of America. ISBN 0-7618-4308-6
- Marshall, Brenda DeVore; Molly A. Mayhead (2000). Navigating boundaries: the rhetoric of women governors. Westport, Connecticut: Praeger. ISBN 0-275-96778-6
- Smith, Frances (1991). The little girl who grew up to be governor: stories from the life of Martha Layne Collins. Lexington, Kentucky: Denham Publishing Company. ISBN 0-9630135-0-5

| 公職                                | 公職                                         | 公職                              |
| ----------------------------------- | -------------------------------------------- | --------------------------------- |
| 先代 ジョン・Y・ブラウン・ジュニア  | ケンタッキー州知事 1983年–1987年             | 次代 ウォレス・ウィルキンソン     |
| 先代 セルマ・ストーバル             | ケンタッキー州副知事 1979年–1983年           | 次代 スティーブ・ベッシャー       |
| 党職                                |                                              |                                   |
| 先代 ジョン・Y・ブラウン・ジュニア  | ケンタッキー州知事民主党指名候補 1983年      | 次代 ウォレス・ウィルキンソン     |
| 先代 セルマ・ストーバル             | ケンタッキー州副知事民主党指名候補 1979年    | 次代 スティーブ・ベッシャー       |
| 先代 ティップ・オニール             | 民主党全国大会恒久議長 1984年                | 次代 ジム・ライト                 |
| 司法職                              |                                              |                                   |
| 先代 フランシス・ジョーンズ・ミルズ | ケンタッキー州控訴裁判所事務官 1975年–1979年 | 次代 選挙で選ばれる職としては廃止 |